# Монтемарчано
Монтемарчано (итал. Montemarciano) — коммуна в Италии, располагается в регионе Марке, в провинции Анкона.
Население составляет 10 184 человека (2008 г.), плотность населения составляет 461 чел./км². Занимает площадь 22 км². Почтовый индекс — 60018. Телефонный код — 071.
Покровителем коммуны почитается святой Макарий, празднование 2 мая.

## Демография
Динамика населения:

## Города-побратимы
- Синь, Хорватия
- Кенси-су-Сенар, Франция
- Хёэнкирхен-Зигертсбрунн, Германия

## Администрация коммуны
- Официальный сайт: http://www.comune.montemarciano.ancona.it/